# Talbot Tagora
O  Tagora  foi um modelo de sedã de luxo da Talbot. Foi desenvolvido pela Chrysler e produzido pela PSA. Foi exibido no Salão de Paris em 1980 e seu lançamento foi em abril de 1981.
Apesar das previsões da Chyler de 60 mil vendas anuais, o Tabot Tagora foi um fracasso de vendas e sua produção cessou já em 1983 com menos de 20 mil unidades concluídas.